# Nomenia unipecta
Nomenia unipecta är en fjärilsart som beskrevs av Richard F. Pearsall 1906. Nomenia unipecta ingår i släktet Nomenia och familjen mätare. Inga underarter finns listade i Catalogue of Life.